# Paweł Łanucha
Paweł Łanucha (ur. 5 stycznia 1899 w Dąbrowie, zm. 29 stycznia 1979 tamże) – polski działacz państwowy i partyjny, górnik, hutnik, w latach 1945–1949 prezydent Dąbrowy Górniczej, w latach 1949–1954 prezydent i przewodniczący prezydium Miejskiej Rady Narodowej w Sosnowcu.

## Życiorys
Syn Piotra. Po ukończeniu szkoły powszechnej od 1915 pracował w Hucie Bankowa, Zakładach Parowych „Cegielskiego”, a następnie w KWK „Paryż”. Od 21 kwietnia 1945 do 31 maja 1949 zajmował stanowisko drugiego po wojnie prezydenta Dąbrowy Górniczej, następnie od 24 sierpnia 1949 przeszedł na analogiczne stanowisko w Sosnowcu (1 czerwca 1950 przekształcone w fotel przewodniczącego Miejskiej Rady Narodowej). Pozostał na nim do 17 listopada 1954, odwołany ze względu na zły stan zdrowia. Działał w Polskiej Partii Robotniczej i Polskiej Zjednoczonej Partii Robotniczej.

## Odznaczenia
Odznaczony Złotym Krzyżem Zasługi (1946, w uznaniu zasług dla pożytku Rzeczypospolitej Polskiej w dziele pracy organizacyjnej przy utworzeniu administracji państwowej i samorządu, uruchomienia uczelni i odbudowie demokratycznej państwowości polskiej na ziemiach województwa Śląsko-Dąbrowskiego) oraz Krzyżem Kawalerskim Orderu Odrodzenia Polski (1954, za zasługi w pracy społecznej i zawodowej odznaczeni dla działaczy i pracowników rad narodowych z terenu województwa stalinogrodzkiego).